# 2018년 동계 올림픽 스피드스케이팅 여자 5000m
2018년 동계 올림픽의 스피드스케이팅 여자 5000m 경기는 2018년 2월 16일 오후 8시 대한민국 강릉시 강릉 스피드스케이팅 경기장에서 열렸다. 금메달은 네덜란드의 에스미 비저가, 은메달은 지난 대회 금메달리스트였던 마르티나 사블리코바가 차지하였고, 동메달은 러시아 출신의 나탈리아 보로니나가 차지하였다. 한편, 일곱 번째 올림픽 출전이었던 독일의 클라우디아 페히슈타인은 8위를 기록하였다.

## 기록
경기가 열리기 전의 세계 기록과 올림픽 기록은 다음과 같다.
| 유형 | 선수                        | 기록    | 장소                | 날짜            |
| ---- | --------------------------- | ------- | ------------------- | --------------- |
|      | 마르티나 사블리코바 (CZE)   | 6:42.66 | 미국 솔트레이크시티 | 2011년 2월 18일 |
|      | 클라우디아 페히슈타인 (GER) | 6:46.91 | 미국 솔트레이크시티 | 2002년 2월 23일 |

## 결과
경기는 20:00에 시작되었다.
| 순위 | 조 | 레인 | 이름                    | 국가        | 시간    | 차이   | 비고 |
| ---- | -- | ---- | ----------------------- | ----------- | ------- | ------ | ---- |
| 1    | 4  | O    | 에스미 비저             | 네덜란드    | 6:50.23 | –      | TR   |
| 2    | 6  | O    | 마르티나 사블리코바     | 체코        | 6:51.85 | +1.62  |      |
| 3    | 6  | I    | 나탈리아 보로니나       | 러시아 출신 | 6:53.98 | +3.75  |      |
| 4    | 1  | I    | 아나우크 판 데르 베이던 | 네덜란드    | 6:54.17 | +3.94  |      |
| 5    | 5  | I    | 이바니 블론딘           | 캐나다      | 6:59.38 | +9.15  |      |
| 6    | 3  | O    | 이자벨 웨이드먼         | 캐나다      | 6:59.88 | +9.65  |      |
| 7    | 1  | O    | 마리나 주에바           | 벨라루스    | 7:04.41 | +14.18 |      |
| 8    | 5  | O    | 클라우디아 페히슈타인   | 독일        | 7:05.43 | +15.20 |      |
| 9    | 4  | I    | 오시기리 미사키         | 일본        | 7:07.71 | +17.48 |      |
| 10   | 2  | I    | 제레나 피터스           | 벨기에      | 7:10.26 | +20.03 |      |
| 11   | 2  | O    | 카를레인 샤우텐스       | 미국        | 7:13.28 | +23.05 |      |
| 12   | 3  | I    | 다카기 나나             | 일본        | 7:17.45 | +27.22 |      |

- i : 안쪽 레인(인 코스)에서 출발.
- o : 바깥쪽 레인(아웃 코스)에서 출발.

## 범례
|  | 세계 신기록                  |  |                   | 아프리카 신기록 |                      | Q | 예선 통과 |
|  | 올림픽 신기록                |  | 북아메리카 신기록 | DNS             | 경기를 시작하지 않음 |   |           |
|  |                              |  | 아시아 신기록     | DNF             | 경기를 마치지 않음   |   |           |
|  | 국가 신기록                  |  | 유럽 신기록       | DSQ             | 실격                 |   |           |
|  | 개인 최고 기록 (개인 신기록) |  | 오세아니아 신기록 | WD              | 기권                 |   |           |
|  | 시즌 최고 기록 (시즌 신기록) |  | 남아메리카 신기록 | NM              | 기록 없음            |   |           |